# Conocarpus lancifolius
Conocarpus lancifolius, és una de les dues espècies del gènere Conocarpus, és un arbre dins la família Combretaceae i es planta nativa de les zones litorals i de ribera de Somàlia, Djibouti, i el Iemen. Es troba en tota la Banya d'Àfrica, la península aràbiga i Àsia meridional.
En l'idioma somalí s'anomena qalab; en àrab se'n diu damas. També es troba en els complexos residencials de Dubai.
La seva fusta és densa i adequada per a fer carbó vegetal. És farratge per a les cabres. Té alta tolerància a la sal i és una espècie pionera usada en reforestació. S'ha usat molt a Karachi per ornamentar les carreteres i com a pantalla.